# Népi Egység
Népi Egység – a romániai Magyar Népi Szövetség napilapja, 1944. október 22-től 1948. március 1-ig jelent meg, előbb Brassóban, majd 1946 szeptemberétől kezdve Sepsiszentgyörgyön.

## Szerkesztői, munkatársai
Indulásától 1947. február 5-ig felelős szerkesztője Kurkó Gyárfás, az MNSZ országos elnöke. Noha az első 18 lapszámon Szemlér Ferenc főmunkatársként szerepelt, valójában egész brassói időszakában ő a lap tényleges főszerkesztője. A Sepsiszentgyörgyre való átköltöztetéskor a felelős szerkesztő Szabédi László lett, a Székely Nemzeti Múzeum akkori igazgatóőre s a Székely Mikó Kollégium tanára. Amikor ő 1947 őszén Kolozsvárra, a Bolyai Tudományegyetemre távozott, munkakörét a lap megszűnéséig Paál János vette át, akinek nevét azonban nem tüntették fel.
Brassói indulásakor a lap újra tömörítette az 1940 őszén betiltott Brassói Lapok több munkatársát, így Halász Sándort, Karács Andort, Kőmüves Gézát. Munkatárs lett Szász István, Tiboldi Béla, Fekete Nagy Mihály, majd Holló Ernő, Babuczay György, Bujdosó Gyula. E lap hasábjain indult Beke György, Csíky József – mindketten középiskolás diákként –, továbbá a Budapestről Brassóba költöző Sipos Bella, aki újságírói munkája mellett összegyűjtötte a barcasági csángó folklórt, főleg a népmeséket.

## Tartalma, jellege
Megjelenésétől kezdve a Népi Egység a Székelyföld újságjának tekintette magát, ezt hangsúlyozta a szerkesztőség Sepsiszentgyörgyre költöztetésével is, noha Brassó és a Barcaság társadalmi, gazdasági és kulturális életéről továbbra is tájékoztatott, s vállalta a bukaresti magyarság újjászerveződő életének tükrözését is (főleg Vida Zoltán írásain át).
A Magyar Népi Szövetség politikai irányvonalát követve hasábjain mindvégig napirenden tartotta az erdélyi magyarság jogegyenlőségéért vívott küzdelmet, az anyanyelvű iskolák helyzetét, a magyar egyetem, a középiskolák, színházak, gazdasági és művelődési-társadalmi intézmények tevékenységét. Erőteljesen felkarolta a Székelyföld iparosításáért indított – lényegében kudarcba fulladt – mozgalmat. Az erdélyi magyarság sorskérdéseire keresték a választ publicisztikai írásaikban Balogh Edgár, Bányai László, Csákány Béla, Fekete Nagy Mihály, Halász Gyula, Sütő András és mások.
Az akkori magyar sajtóban rendhagyónak számító „irodalmi vezércikkek” jelentek meg Petőfiről, Adyról, az első brassói magyar könyvnapokról (1945 nyarán), a magyar irodalmi hagyaték megőrzésének fontosságáról és hasznosításáról, a magyar-román kölcsönös irodalmi fordítások időszerű gondjairól. Ezeket a vezércikkeket főleg Szemlér Ferenc írta, saját nevén vagy Erőss Bálint álnéven.
Noha nagy általánosságban a Magyar Népi Szövetség lapjaiban a publicisztika egyazon hangütésű volt, néha éles különbség is mutatkozik közöttük, ami a nemzetiségi anyaszervezeten belüli ellentéteket tükrözi. Így Kurkó Gyárfás országos elnök nem egy beszéde, vezércikke erőteljesen hangsúlyozza a magyar érdekek védelmét, és nyíltan támadja a rejtekező, de az államigazgatásban, a társadalmi életben jelen lévő román nacionalista törekvéseket. Beszédes példája ennek az 1946. április 4-én, Megalkuvással nem győzhet a demokrácia címmel megjelent vezércikke, amelyben név szerint vonja felelősségre a Román Kommunista Párt egyik legfőbb vezetőjét, Lucrețiu Pătrășcanu igazságügy-minisztert, amiért intézkedéseiben megalázó és megrövidítő különbséget tesz románok és magyarok között a háborús károk felszámolása kapcsán.
Amikor 1947 májusában Luka László, vagyis Vasile Luca román pártvezető az Igazságban meghirdeti a harcot az "elvtelen magyar egység" ellen és ennek nyomán Kurkó Gyárfás, ellenkezése jeléül, kimarad a Magyar Népi Szövetség irányításából, majd az év őszén le is váltják, az egész MNSZ-sajtóban egyetlen éles tiltakozás hangzik el a magyarság ellen irányuló politikai kampány miatt, Szabédi László vezércikke (Népi és demokratikus magyar egység a Népi Egység 1947. május 31-i számában).

## A lap szépirodalmi anyaga
A lap gazdag szépirodalmi anyaggal jelentkezett. Helyet adott az irodalmi-művészeti kritikának, irodalmi vitáknak is, így például a népi irodalom korszerű értelmezésének. Szemlér Ferenc szerkesztői gyakorlatában igyekezett felülemelkedni az urbánus-népi ellentéteken, közölte mindkét irányzat képviselőinek írásait. Gyakran idézte meg a lap a klasszikus magyar költészet alkotásait, közölte román költők (Tudor Arghezi, George Bacovia) verseit, a kortárs magyar költők közül Illyés Gyula, Jékely Zoltán, Méliusz József, Horváth Imre, Kiss Jenő, Horváth István s természetesen a laphoz tartozó Szabédi László, Holló Ernő verseit. Felújította Zajzoni Rab István örökségét. Nagy István írásait ez a napilap közvetítette a székely olvasóknak. Egy időben Dalol a nép címmel rovat nyílt a népi – munkás és paraszt – verselők számára, s emlékezetes Szemlér Ferenc esszésorozata személyes kapcsolatairól Illyés Gyulával, Sárközi Györggyel, Radnóti Miklóssal.

## Interjúk
Szerkesztési elv és gond volt a szép, tiszta magyar nyelvezet, az idegenszerűségek kerülése. Ma már irodalomtörténeti forrásértékűek interjú-anyagai olyan írókkal, költőkkel, mint Illyés Gyula, Darvas József, Tompa László, Nagy István, Veres Péter, Asztalos István, Benedek Marcell, Kacsó Sándor, Molter Károly, Gaál Gábor, Keresztury Dezső, Háy Gyula, Zilahy Lajos, a románok közül N. D. Cocea, Victor Eftimiu. Az 1946. február 10-i szám egy szemtanút idéz Szabó Dezső utolsó napjairól, név szerint Manyák Andrást, aki együtt vészelte át az ostromot Szabó Dezsővel a Rákóczi téren, s aki elmondta, hogy az író gazdag könyvtárát iskolájának, a kolozsvári Református Kollégiumnak szándékozott örökül hagyni (Bujdosó Gyula: A fertelmes német halál ellen). Ugyanebben a lapszámban jelenik meg Szabó Dezsőnek a légoltalmi pincében írt, alighanem utolsó írása: Péter és a légnyomás.

## Epilógus
Jogutódja Népújság (1948–1951).
Beke György 1980-ban elkészítette a lap monográfiáját Balogh Edgár bevezetőjével, de a nyomdakész munka az élesedő Ceaușescu-diktatúra körülményei között kéziratban maradt, csupán részletek jelentek meg belőle különböző lapokban és folyóiratokban.